# Hasan Abbasifar
Hasan Abbasifar, in persiano حسن عباسی‌فر‎ (Shiraz, 11 agosto 1972), è uno scacchista iraniano.
Ha ottenuto il titolo di Maestro internazionale nel 2011 e di Grande maestro nel 2013.

## Principali risultati
Nel 2000 ha vinto il campionato iraniano.
Con la nazionale iraniana ha partecipato a tre edizioni delle Olimpiadi degli scacchi dal 1994 al 2000, ottenendo complessivamente il 39,4% dei punti.
Ha ottenuto il suo più alto rating FIDE in gennaio 2013, con 2515 punti Elo.